# Лутеранска црква Светог тројства у Дофену
Лутеранска црква Светог тројства у Дофену једна је од десетак цркава у овом највећем преријском граду, са 10.300 становника, у области Паркланд у покрајини Манитоба, Канада. Лутеранска црква која широм света данас окупља преко 80 милиона верника, своју прву цркву у Дофену, као део америчке Лутеранске цркве, основала је 5. октобра 1963. године. Иако је  Лутеранство новији део историје Дофена, његови корени сежу и вуку корене у даљој прошлости у којој је било доста мушкарца и жене који су сматрали да је добро да се поклоне и моле свом Богу. Из жеље за богослужењем настала је лутеранска црквена заједница а потом и црква за бослужење у Дофену.

## Историјат
Историја лутернства у средишту канадске прерије почела је у раним 1960-тим, након доласка имигрантских породица лутеранске вероисповести из англо-саксонских земаља и почетка новог живота на простору општине Дофен. Привучени обећаним бољим животом у новој земљи, са собом су донели и своју културу, веру и верске обичаје. Наиме за неколико лутеранских породица које су се настаниле у области Дофена, и које су себа називала Нада Лутеранска цркв, пре 1963. године вреску службу држао је гостујући пастор у Сифтон округу.
Од старне ових матични породица лутеранаца у Дофену је основана Лутеранска црква Светог тројства 5. октобар, 1963. као део америчке Лутеранске цркве. Прву верску службу у цркви започео је њен први пастор М. Предструп, који је на позив верника из Дофена допутовао из Данске. За време његовог проповедања изграђена је црква на углу Планинске улице и Кирби авеније.

## Опис цркве
Лутеранска црква Светог тројства у Дофену, је једноставна двобродна грађевина, дрвене конструкције са кровом на две воде, и узаним и високим прозорима дуж читаве фасаде кроз које светлост продире у унутрашњост цркве. 
На прочељу цркве налази се велики дрвени крст а лево од њега је назив цркве Trinity Lutheran Church у три реда. Испод назива цркве, у левом доњем углу фасаде на посебној плочи  уклесана је година изградње цркве (1963). У цркву се улази са њене источне стране кроз двокрилна врата која наткриљује отворена припрата.